# Муллов, Владимир Васильевич
Влади́мир Васи́льевич Му́ллов («Сват»; 22 апреля 1970, село Малоенисейское, Алтайский край — 23 апреля 2017, Барнаул) — поэт, музыкант, рок-бард, певец.

## Биография
Владимир Муллов родился в рабочей семье, 22 апреля 1970 года в селе Малоенисейское (Бийский район). В возрасте трёх лет вместе с мамой уехал жить в город-курорт Белокуриху. Живя в Белокурихе, Владимир Муллов ещё подростком был душой и завсегдатаем любой компании, мог сыграть на гитаре, спеть, свести между собой, да и вообще сплотить народ. За что и получил прозвище Сват (Сватей).

### Творчество

#### Начало
В 1987 году Владимир Муллов и его друг Михаил Рыбин серьёзно заинтересовались рок-музыкой. Ребята ходили по курортной зоне Белокурихи на выступления группы Сувенир, игравшей на танцплощадке. На гитаре играл и пел в Сувенире Рафаэл Эфендиев, ставший впоследствии одним из основателей группы «Восьмая Австралия». По словам Свата на него тогда оказывали влияние группы «Кино» и «Наутилус Помпилиус». После знакомства с Эфендиевым Сват стал писать собственные песни. Тогда ещё безымянная группа пыталась репетировать, сочинять песни. К Муллову и Рыбину присоединился ударник Евгений Елескин, впоследствии игравший в группе Эйфория. К ребятам приходили музыканты группы Сувенир Валерий Медведев и Рафик Эфендиев посмотреть их уровень и дать советы. Однако в 1988 году Муллов и Рыбин ушли в армию, и группа распадается.

#### «Восьмая Австралия»
В 1991 году Владимир Муллов, вернувшись из армии, создаёт в Белокурихе группу «Восьмая Австралия». Помог в этом ему Рафаил Эфендиев, одарённый музыкант и автор песен, игравший в новосибирской группе Пульс (позднее - Консилиум). Именно он знакомит Свата с ветеранами новосибирского рока Игорем Шевченко, Андреем Ефремовым (АМБА) и Евгением Каргаполовым. Все эти три музыканта оказали в дальнейшем влияние на творчество Свата. В первый состав «Восьмой Австралии» вошли помимо Свата и Рафика (игравшего на барабанах) в группу вошли басист Владимир Говоров и гитарист Александр Шефер. «Восьмая Австралия» записала альбом «Сделано в Сибири» в 1993 году на базе Дома пионеров в Белокурихе. Но в родном городе рок-жизнь совершенно не бурлила. И было принято решение выступить на крупном фестивале в Барнауле. Им оказалась «Рок — Сессия 4», прошедшая в мае 1993 в Алтайский государственный университет.
С 1993 по 1995 годы «Восьмая Австралия» делает несколько записей (один из альбомов в Новосибирске на студии «Мастер»), играет ряд удачных концертов в Барнауле, Рубцовске. С этого времени начинается дружба Свата с рубцовскими музыкантами, которая зачастую перерастала в сотрудничество и продолжалась до конца его жизни.
В феврале 1994 года погиб Рафик Эфендиев, замёрзший с гитарой в руках в горах недалеко от Белокурихи. Эфендиев, в частности, написал хит Восьмой Австралии «Ковбой». Смерть Эфендиева повлияла на Свата. В той или иной степени ему посвящены песни «Адова кухня» и «Заря».
В этот же период в Барнауле Сват подружился с композитором, музыкантом, лидером группы "Седьмое Небо" автором-исполнителем Львом Шапиро. Шапиро посвящал Свату некоторые свои песни («Свят, свят, свят», «Здесь моя территория»), Владимир Муллов, в свою очередь, исполнял на концертах песню Льва «Домой», сделав её хитом в масштабах андерграунд-аудитории всего СНГ. В 2013 году Сват спел и снялся в клипе Льва Шапиро на песню «Свят, свят, свят». Производство клипа - Михаил Ровенский.
В 1995 году «Восьмая Австралия» успешно выступила на фестивале «Рок-Акустика» в Барнауле, начались регулярные концерты. Владимир Муллов в то время уже жил в Барнауле. Местные радиостанции «Вертикаль» и «Радио-Канал 3» приглашали группу на прямые эфиры. Появились и хиты, которые публика постоянно просила на концертах. Это такие песни, как «Топай, топай», «Зося», «Диспетчер», «Натаран». Творчество группы в то время продолжало традиции сибирского рока, в музыке были элементы рэггей, блюза, кантри, фолка. Сам Сват однажды определил стиль группы как «рок-крейзи-кантри-фолк-треш-регги-джаз». Поэзия Свата уже тогда отличалась своеобразием, одновременно являясь и сложной, и простой в восприятии. Недаром песни Муллова могли слушать и слушали люди, совершенно далёкие от рок-культуры.

#### «Территория», «Территория Свата»
В конце 1995 года группа стала называться «Территория». По словам Свата, в его трудовой книжке стояла запись — «уборщик территории». Так и прижилось. Состав группы в те годы: Сват — вокал гитара; Никита Жихарев — гитара; Максим Скурихин — бас; Павел Вагнер — ударные.
Одним из главных событий в истории Свата и его группы стало участие в концерте группы ДДТ во Дворце Спорта Барнаула. Приехав в Барнаул, Юрий Шевчук выступил по местному радио, где заявил, что все группы могут приносить ему свои записи, а он выберет лучших претендентов на участие в разогреве «ДДТ». Победу одержали «Территория» и «ОТ… ДЕЛ» Александра Подорожного. Сам Юрий Шевчук оказался весьма доволен выступлениями барнаульцев и предложил даже поехать с ними в тур дальше. К сожалению, ни «ОТ…ДЕЛ», ни «Территория» оказались не готовы тогда к этому.
Жизнь продолжалась. «Территория» становилась известной и благодаря записям альбомов. Это «Пульс тайги» (1995), «Сказки Аутсайдера» (1998), «На Таран»(1999). Последний впоследствии стал очень популярен, продавался на кассетах и моментально раскупался. В записи этого альбома принимали участие музыканты группы «ВИА Дураки» (Рубцовск-Барнаул-Омск-Москва-Бийск). «ВИА Дураки» играли на концертах и даже записывали песни Свата «Зося», «Истина», «Клин» на своём альбоме 2007 года «Куражи».
В начале 2000-х годов «Территория» вновь сменила состав: Сват — вокал, гитара; Максим Скурихин — бас; Антон Бовин — гитара; Алексей «Свин» Сергеев- ударные. Группа выступала с гастролями Новосибирск, Заринск, Рубцовск.
В это время Сват близко подружился с Чёрным Лукичом, который часто бывал в Барнауле и стал показывать записи Территории своим друзьям музыкантам. По словам Лукича группа «Территория» входит в его личный «Top-5». После смерти Лукича, Сват написал для него песню-посвящение «Фарватер Лукича» («Спасибо, Димка, а ты для нас живой»). Немалый вклад в популяризацию песен Свата внес бродячий бард из Минска Зауралыч (Дмитрий Тюряев), в репертуаре которого песни алтайских музыкантов (Свата, Тома Цоера и Романа Губина) занимают немалую часть.
С 2003 года Сват стал выезжать с концертами за пределы Сибири. Сначала в Ижевск, где его песни сразу полюбили, затем в Москву, где в 2003-2004 один, с музыкантом из группы «ВИА ДУРАКИ» Томом Цоером (Игорем Букашевым) или с группой сотоварищей под кодовым названием «Территория Свата» дал немало квартирных и клубных ( в клубах «Форпост», «О.Г.И.»...) концертов. Несколько квартирников, в том числе и квартирник в честь дня рождения Свата в 2004 году были сыграны в квартире Артёма Шадрина на Тимирязевской.

#### «Территория 22 rus», «Территория 22»
В 2004 году решено было сменить название группы, добавив цифру 22 «Территория 22», так как во время своего пребывания в Москве Сват узнал от Санты Дергачёва о существовании московской группы Василия Лаврова с названием «Территория». Также некоторое время группа играла, и даже записала два альбома в 2005 и в 2008 годах под названием «Территория 22 rus» («Рецензии не подлежит» и «Вольтова дуга»). 
2004 год — запись альбома «Рецензии не подлежит» в составе: Сват, Антон Бовин. И ритм-секция в виде Юрия Юрьевича Якимова — барнаульского басиста, игравшего с тяжёлыми составами, ныне покойного, и ударника Макса Каташева. Этот состав и выступал тогда на концертах. В том числе и на выездных, группа тогда съездила в Новосибирск, Томск, Омск. Юрий Якимов вспоминал в то время, что подобная музыка музыкально для него проста, однако в тексты Свата он так въехать и не может.
Следующий альбом, записанный в 2008 году, назывался «Вольтова дуга» и удивил всех. Появилась в звучании группы флейта, исполненная Сергеем Ровером. Плюс обилие бонгов и масса звуковых шарад, плюс шикарное оформление диска с текстами песен. И такое же обилие хитов «Обь- река», «Крутые горки», «М-52», «Последний гусь». Известность группы переросла сибирские масштабы. Сват выступал в Москве, Санкт-Петербурге, Минске, Харькове, Владивостоке. Однажды сбылась и его давняя мечта — Владимир Муллов побывал в Камбодже, которую раньше «воспевал» в одноимённой песне «Боже! Как хорошо, что я не родился в Камбодже». И некоторое время Сват жил в Москве, итогом чего стал записанный в 2011 году альбом «Серебряная пуля». Плотный саунд, ряд приглашённых музыкантов, в том числе ударник группы «ХЗ» Илья Ягода (принял участие в финальной песне альбома "Скво"), индейская тематика песен, видимо навеянная концертными экспериментами с этническим индейским ансамблем «YARIK-ECUADOR», отличный хит авторства Алтайского актера и музыканта, ныне покойного Романа Губина (именно его памяти посвящен альбом «Рецензии не подлежит») «Лето в цифровом формате». «И где-то рядом цель, а иначе, зачем эта канитель?» Казалось, что группа выходит на очередной уровень успеха.
Однако, всё вышло по другому. В 2012 году Сват, работая таксистом в Москве, попал в ДТП, пострадал пассажир (сломана рука). Начался несправедливый   суд, и как итог — условный срок (полтора года). Музыкант был вынужден жить в Барнауле по месту прописки, носить на ноге электронный браслет, ходить отмечаться в полицию и самое страшное -  не иметь выездных концертов. Тем не менее, это время привело Свата к созданию замечательного альбома «IQ22», записанному при участии Макса Каташева — ударные, Антона Бовина — гитара и флейтиста классического состава группы «Дядя Го» Ильи Усатюка. Альбом получился акустическим, красивым и немного грустным. В этот год Сват выступал в Барнауле практически везде, куда его приглашали, и один, и с группой, таким образом, компенсируя отсутствие концертной деятельности.
2016 год, Сват организует в селе Солоновка Смоленского района Алтайского края, на базе Усадьбы «Три А» фестиваль «Первый Всероссийский слёт клубов инвалидов рок-н-ролла».
Последние годы Сват активно сотрудничал с Барнаульской группой «ЭвоSи», поющей о рыбалке, охоте, разведении грибов, пчеловодстве, и конечно о любви. Песни, записанные с «ЭвоSи» («Простой святой», «Кто там?!» ,«Рок-н-Рольная пенсия», «Будь человеком!») отличались аранжировками в стиле рэп и обилием речетатива. В репертуаре «ЭвоSи» также появились песни авторства Свата («Зося»,«Пивоварка») и песня посвященная Свату, основанная на цитатах из его песен («Эвотория 22 RUS»).

### Смерть

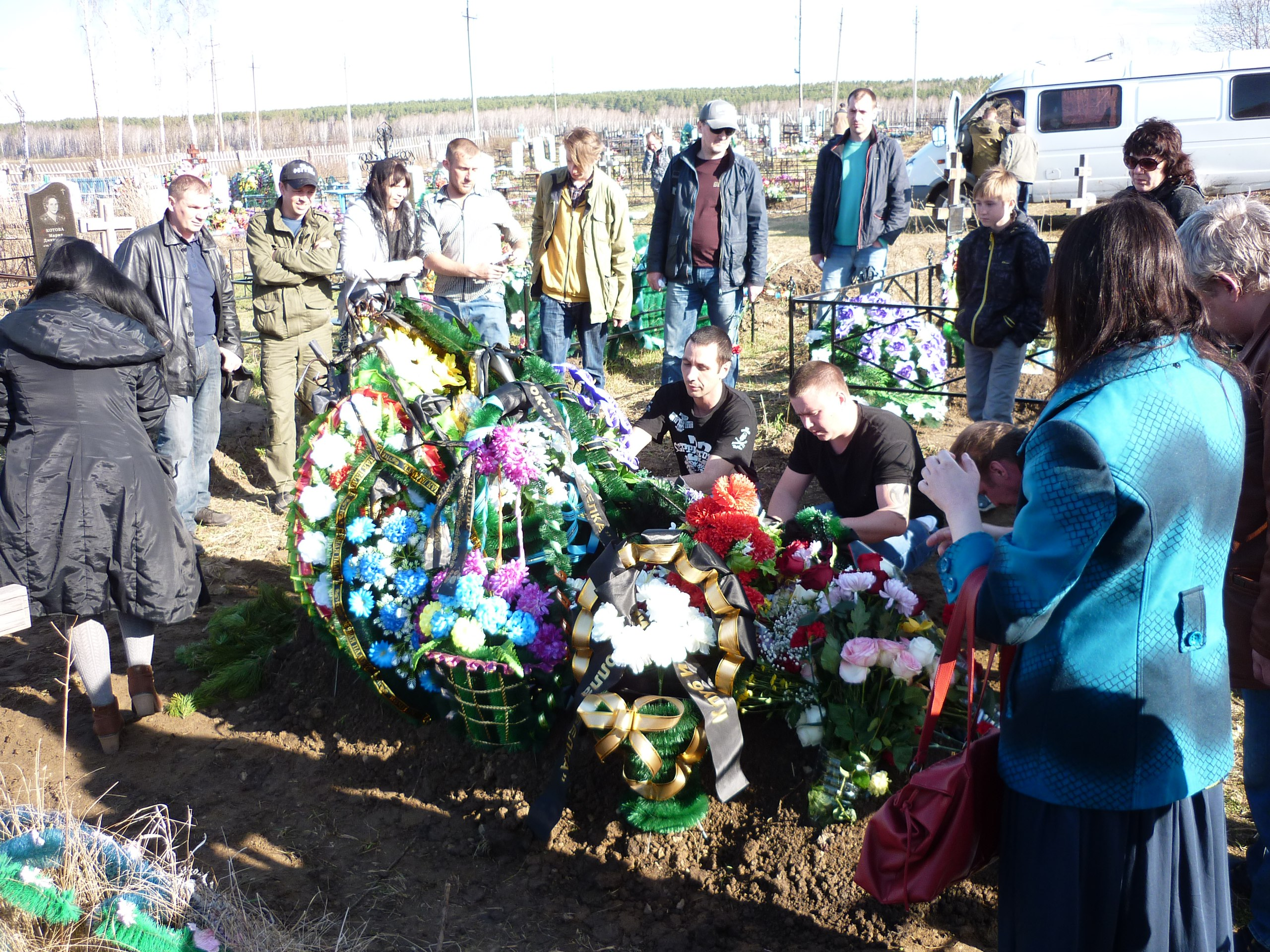
Могила Свата в родном селе Малоенисейское в день похорон 25 апреля 2017 года

20 апреля 2017 года Сват был госпитализирован в отделение Кардиологического центра незадолго до концерта группы, который должен был пройти в этот день в баре "Dжем".
Владимир Муллов скончался в ночь на 23 апреля 2017 года в реанимации кардиоцентра Барнаула. 22 апреля у него был день рождения. Похороны Свата проходили 25 апреля 2017 года в селе Малоенисейское, где он родился.

## Память
С 21 по 23 июля 2017 года в селе Солоновка Смоленского района Алтайского края на базе Усадьбы «Три А» состоялся 2-й Всероссийский слёт клубов инвалидов рок-н-ролла памяти Владимира «СВАТА» Муллова. С 27 по 29 июля 2018 там же прошел третий слёт. В 2019 слет состоялся 10 августа на берегу реки Песчаной в районе села Новотырышкино (упомянутого Сватом в песне «Тырышкино-Сити» альбома «Рецензии не подлежит»).

## Дискография
- 1993 — «Восьмая Австралия» (Восьмая Австралия)
- 1993 — «Сделано в Сибири» (Восьмая Австралия)
- 1995 — «Пять песен» (Восьмая Австралия)
- 1996 — «Пульс Тайги» (Территория)
- 1998 — «Сказки Аутсайдера» (Территория)
- 1999 — «Натаран» (Территория)
- 2002 — «Резервация» (Территория)
- 2004 — «Омский концерт» (С.В.А.Т.)
- 2004 — «Живая грязь» (Территория)
- 2005 — «Рецензии не подлежит» (Территория 22 rus)
- 2008 — «Вольтова дуга» (Территория 22 rus)
- 2011 — «Серебряная пуля» (Территория 22)
- 2012 — «IQ-22» (Территория 22)
- 2013 — «Натаран» (Территория 22) переиздание
- 2015 — «Контр-ролльный в бубен. Часть 1» (Территория 22)
- 2016 — «Контр-ролльный в бубен. Часть 2. Врукопашную» (Территория 22)
- 2020 — «Контр-ролльный в бубен. Разнотравье» (Территория 22)